# Jugoslávie na Zimních olympijských hrách 1988
Jugoslávii na Zimních olympijských hrách 1988 reprezentovalo 22 sportovců (16 mužů a 6 žen) v 7 sportech.

## Medailisté
| Medaile | Jméno                                                | Sport           | Disciplína                         |
| ------- | ---------------------------------------------------- | --------------- | ---------------------------------- |
| Stříbro | Mateja Svetová                                       | Alpské lyžování | Ženy slalom                        |
| Stříbro | Matjaž Debelak Miran Tepeš Primož Ulaga Matjaž Zupan | Skoky na lyžích | Družstvo mužů velký můstek (K 114) |
| Bronz   | Matjaž Debelak                                       | Skoky na lyžích | Muži velký můstek (K 114)          |